# Peter Swinkels
Petrus Johannes Joseph Maria ("Peter") Swinkels (Eindhoven, 23 maart 1945) is een Nederlands bestuurder. Hij is vooral bekend als (voormalig) bestuursvoorzitter van Royal Swinkels, bekend van het biermerk Bavaria. 
Na het behalen van het hbs-b diploma studeerde Swinkels bedrijfseconomie aan de Erasmus Universiteit. In 1972 kwam hij in dienst bij het familiebedrijf Bavaria, waar hij van 1994 tot 2007 bestuursvoorzitter was. Hij is president-commissaris van Eindhoven Airport, voorzitter van de Raad van Toezicht van Nederland Schoon en lid van de raad van advies van ABN Amro. 
Swinkels heeft buiten Bavaria diverse bestuursfuncties vervuld. Enkele belangrijke zijn: voorzitter van de Raad van Commissarissen van The Greenery (tot maart 2013), voorzitter van de Brabants-Zeeuwse Werkgeversvereniging en bestuurslid van de werkgeversorganisatie VNO-NCW (tot maart 2014) en president-commissaris van PSV Eindhoven (tot oktober 2014).